# ميغان الكسندر
ميغان الكسندر (بالإنجليزية: Megan Alexander)‏ (11 نوفمبر 1993 - ) هي لاعبة كرة قدم بريطانية في مركز الدفاع. لعبت مع نادي ليفربول لكرة القدم للسيدات وBristol City W.F.C. ‏ ونادي إيفرتون للسيدات وOxford United W.F.C. ‏ وMillwall Lionesses L.F.C. ‏.

## وصلات خارجية
- ميغان الكسندر على موقع قاعدة بيانات كرة القدم.إي يو (الإنجليزية)
- ميغان الكسندر على موقع Soccerway.com (الإنجليزية)